# Kemal Mešić
Kemal Mešić (ur. 4 sierpnia 1985 w Rogaticy) – bośniacki lekkoatleta (dyskobol i kulomiot).

## Lata młodości
Lekkoatletykę uprawia od siódmego roku życia.

## Kariera
W 2009 zajął 9. miejsce w pchnięciu kulą na uniwersjadzie oraz igrzyskach śródziemnomorskich. W 2011 na uniwersjadzie był 10. w tej samej konkurencji. W 2012 wystartował na igrzyskach olimpijskich w pchnięciu kulą. Uplasował się na 24. pozycji w kwalifikacjach i odpadł z dalszej rywalizacji. W 2013 zdobył brązowy medal halowych mistrzostw krajów bałkańskich z wynikiem 19,76 m. W tym samym roku zajął 9. miejsce w kwalifikacjach w pchnięciu kulą na halowych mistrzostwach Europy z wynikiem 19,71 m (zabrakło mu 2 cm do finału), a także był 4. na igrzyskach śródziemnomorskich z wynikiem 19,60 m. Na mistrzostwach świata w 2013 odpadł w eliminacjach z wynikiem 18,98 m. W 2014 zajął 15. miejsce w kwalifikacjach pchnięcia kulą na halowych mistrzostwach świata z wynikiem 19,50 m.

## Rekordy życiowe
- pchnięcie kulą – 20,83 m ( Sarajewo, 15 czerwca 2019)
- rzut dyskiem – 56,88 m ( Tallahassee, 8 maja 2009)